# Hans Hulverscheidt
Hans Hulverscheidt (* 14. Dezember 1908; † 29. November 1988) war ein deutscher Chorleiter, Hochschullehrer und Organologe.

## Leben
Hulverscheidt studierte Kirchenmusik an der Hochschule für Musik Köln. Während seiner Studienzeit wirkte er schon als Organist und Chorleiter in Eupen. 1941 bis 1946 leitete er den Chor des Kölner Bach-Vereins und war von Juli 1942 bis zur Barmer Bombennacht am 30. Mai 1943 Chorleiter des Bach Vereins Wuppertal, dem Vorgängerchor der Wupperfelder Kantorei, und Organist an der Alten Kirche Wupperfeld. 1947 wurde er Dozent für Chorleitung und Orgelbau. 1956 reorganisierte er den Aachener Bachverein, den er bis 1974 leitete. Ab 1973 lehrte er als Professor Orgel- und Glockenkunde, Gehörbildung und Partiturspiel an der Musikhochschule Köln, einer seiner Schüler war der Kirchenmusiker Winfried Pesch. Außerdem wirkte er als Orgelsachverständiger und Organologe.
Für seine Leistungen wurde er mit dem Titel eines Kirchenmusikdirektors ausgezeichnet.

## Schriften
- Jakob Germes, Hans Hulverscheidt, Walter Thoene: Die Ratinger Orgelbauerfamilie Weidtman 1675–1760. Henn, Ratingen 1966.